# Гольф на летних юношеских Олимпийских играх 2018
Соревнования по гольфу на летних юношеских Олимпийских играх 2018 года пройдут с 9 по 15 октября в Hurlingham Club в Буэнос-Айресе, столицы Аргентины. Будут разыграны 3 комплекта наград: у юношей и девушек и среди смешанных пар. В соревнованиях, согласно правилам, смогут принять участие спортсмены рождённые с 1 января 2000 года по 31 декабря 2003 года. Кроме того, все спортсмены должны быть гольфистами-любителями, у которых признанный индекс гандикапа не превышает 6,4.

## История
Гольф является постоянным видом программы, который дебютировал на II летних юношеских Олимпийских играх в Нанкине. 
На прошлых играх в 2014 году в гольфе также разыгрывалось три комплекта наград. Программа соревнований не изменилась.  

## Квалификация
Каждый Национальный олимпийский комитет (НОК) может войти в команду из 2 спортсменов по 1 юноше и 1 девушке. Как хозяйка турнира, Аргентина, представлена командой. Еще участие 5 команд по 2 спортсмена участника было одобрено трехсторонней комиссией. Оставшиеся 26 команд были определены через рейтинг лучших игроков в гольф среди юношей и девушек, опубликованном 25 июля 2018 года.
Общее число спортсменов, которые выступят на соревнованиях, было определено Международным олимпийским комитетом и составило 64 человек (по 32 у юношей и девушек).

## Календарь
| ЦО | Церемония открытия | ● | Квалификации | 2 | Финалы соревнований | ЦЗ | Церемония закрытия |

| Октябрь | 06 Сб | 07 Вс | 08 Пн | 09 Вт | 10 Ср | 11 Чт | 12 Пт | 13 Сб | 14 Вс | 15 Пн | 16 Вт | 17 Ср | 18 Чт | Соревнования |
| ------- | ----- | ----- | ----- | ----- | ----- | ----- | ----- | ----- | ----- | ----- | ----- | ----- | ----- | ------------ |
| Гольф   | ●     |       |       | ●     | ●     | 2     |       | ●     | ●     | 1     |       |       | ●     | 3            |

## Медалисты
Сокращения: WYB — высшее мировое достижение среди юношей

## Медали
| Дисциплина                            | Золото                            | Серебро                | Бронза                                  |
| ------------------------------------- | --------------------------------- | ---------------------- | --------------------------------------- |
| Юноши. Индивидуальные соревнования.   | Карл Вилипс Австралия             | Аксай Бяти США         | Джерри Джи Нидерланды                   |
| Девушки. Индивидуальные соревнования. | Грейс Ким Австралия               | Алессия Нобилио Италия | Эмма Шпиц Австрия                       |
| Смешанные парные соревнования.        | Ванчай Луангнитикул Аттая Титикул | Аксай Бяти Люси Ли     | Матео Фернандес Де Оливейра Эла Анакона |